# Blanknäva
Blanknäva (Geranium nodosum) är en näveväxtart som beskrevs av Carl von Linné. Enligt Catalogue of Life ingår Blanknäva i släktet nävor och familjen näveväxter, men enligt Dyntaxa är tillhörigheten istället släktet nävor och familjen näveväxter. Arten är tillfälligt reproducerande i Sverige. Inga underarter finns listade i Catalogue of Life.